# 케이코 (범고래)

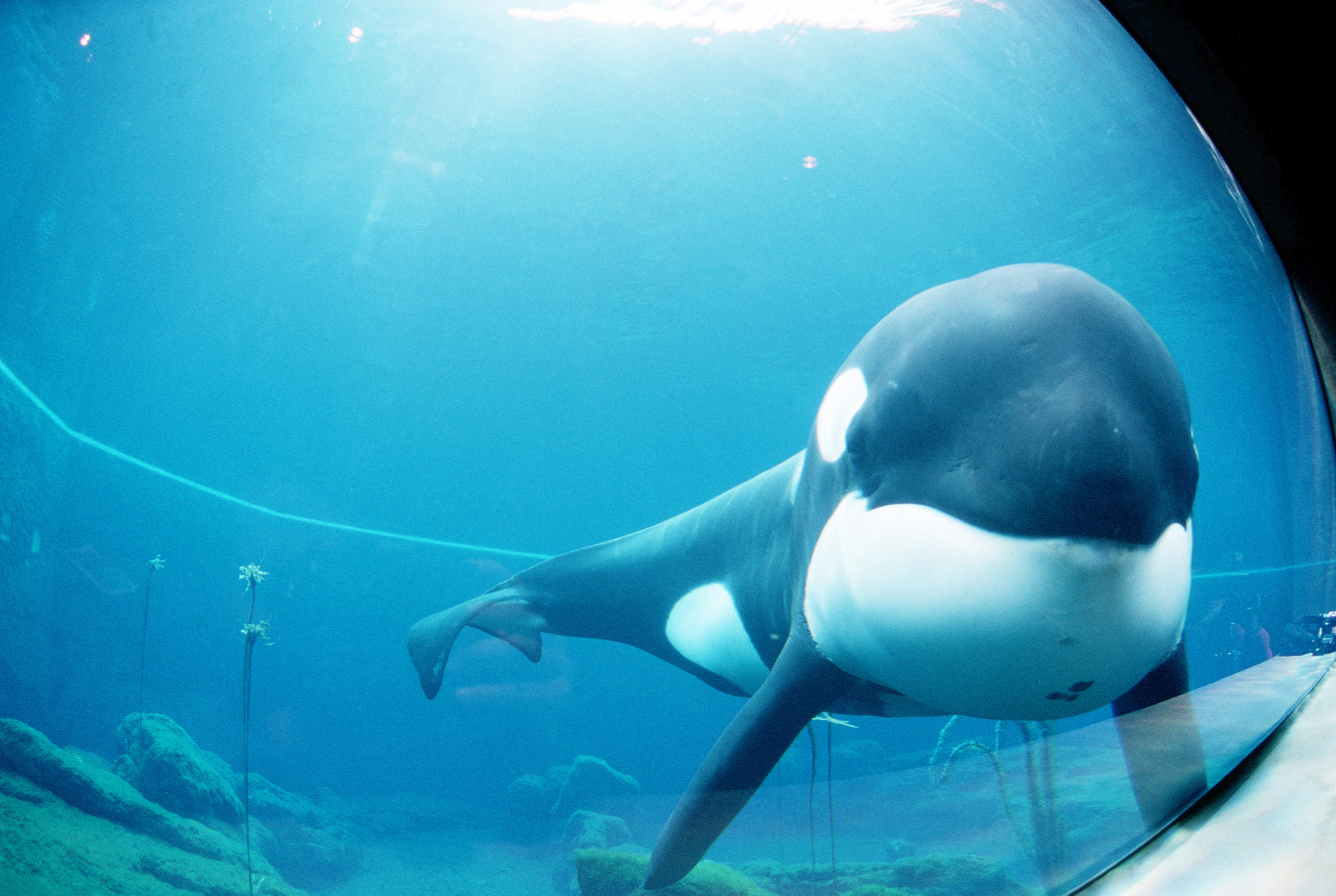
1998년 12월 1일 촬영된 케이코

케이코(영어: Keiko, 1976년 ~ 2003년 12월 12일)는 수컷 범고래이다. 1993년 영화 《프리 윌리》에서 윌리 역을 맡아 유명해졌다. 또한 포획되어 오랫동안 인간의 포로에 있던 범고래를 야생 복귀시키는 등 세계 최초의 시도가 이루어졌단 범고래이다.

## 죽음
케이코는 2003년 12월 12일 노르웨이 타켄스 만에서 27세의 나이로 피오르에서 수영하다가 사망했다. 폐렴은 그의 사망원인으로 결정되었다.